# François Laurent
François Laurent (Lussemburgo, 8 luglio 1810 – Gand, 11 febbraio 1887) è stato un giurista e storico belga.

## Biografia
François Laurent, figlio di Mathias Laurent e Anne Steffen, nasce a Lussemburgo nell'attuale rue Philippe II, 5 (all'epoca rue de la Nation). A quell'epoca l'attuale Lussemburgo faceva parte dell'impero napoleonico, nasce dunque con nazionalità francese, otterrà poi la nazionalità olandese e per qualche anno quella lussemburghese, per optare definitivamente per la nazionalià belga nel 1839.
Frequenta l'Università statale di Lovanio e poi quella di Liegi, dove consegue il dottorato in giurisprudenza nel 1832. Il 6 luglio 1833 diventa avvocato a Lussemburgo. Nell'ottobre del 1834 si trasferisce a Bruxelles dove inizia a lavorare presso il Ministero della Giustizia. All'epoca era Ministro della giustizia Antoine Ernst, ex professore di Laurent quando quest'ultimo studiava a Liegi. Due anni dopo Ernst lo proporrà come professore presso l'Università di Gand, posto che riuscira a ottenere mantenendolo fino al 1882.
Nel corso dei quegli anni, scrive una serie di opere fondamentali, fra cui un commentario in 33 volumi del codice civile, intitolato “Principes de droit civil”, uno studio sul Codice Napoleonico e numerosi libri sul diritto internazionale. Inoltre è l'autore di un'opera storica in 18 volumi dal titolo “Études sur l'histoire de l'humanité”.
Nel 1879 è incaricato dal Dipartimento di Giustizia di redigere un rapporto in merito al progetto di revisione Codice Civile. Il suo impegno non si manifesta solo a livello professionale, ma anche a livello civile. Fonda la “Gand Callier” società creata per incoraggiare il risparmio tra i lavoratori. Le sue lezioni sul risparmio furono tradotte in nove lingue.
Se egli non ha nascosto le sue idee anticlericali, i suoi scritti mostrano anche un forte interesse per le questioni sociali. Egli era a favore alla scuola dell'obbligo gestita dallo Stato.
Massone, fu membro della loggia "Septentrion" di Gand, del Grande Oriente del Belgio.
François Laurent muore a Gand l'11 febbraio 1887 di polmonite, all'età di 76 anni.

## Riconoscimenti
Nel 1908 la città di Gand gli dedicherà una piazza che sarà decorata con una statua realizzata dal pittore e scultore Jules Pierre van Biesbroeck.
Il 4 luglio 1930 il consiglio comunale della città di Lussemburgo, gli dedicherà una strada nel quartiere di Limertsberg.
Il 15 maggio 1931, in occasione del congresso dell'Unione internazionale degli avvocati, si deciderà di apporre una placca sulla facciata della casa natale. La placca scomparsa durante l'occupazione sarà rimpiazzata nel 1955.